# Anomala subterfulva
Anomala subterfulva är en skalbaggsart som beskrevs av Ohaus 1936. Anomala subterfulva ingår i släktet Anomala och familjen Rutelidae. Inga underarter finns listade i Catalogue of Life.